# Jenny Saville
Jenny Saville (Cambridge, 1970) is een Engelse kunstenares die geassocieerd wordt met de Young British Artists. Haar schilderijen, veelal grootschalige portretten van naakte vrouwen, worden qua stijl vergeleken met Lucian Freud en Peter Paul Rubens.

## Carrière
Saville werd ontdekt door kunstverzamelaar Charles Saatchi. Ze woont en werkt in Oxford.
Saville heeft vanaf 1992 haar carrière gewijd aan figuratief olieschilderen. Haar schilderstijl wordt vergeleken met Peter Paul Rubens en Lucian Freud. In haar schilderijen maakt zij gebruik van een sterk coloriet om een hoge sensuele impressie aan de huid en lichaamsmassa te geven, en het formaat van een doek is groter dan de werkelijke grootte van de uitgebeelde figuur. Soms markeert ze een lichaam met ringen die op schietschijven lijken.
Naast haar portretten van naakte vrouwen heeft ze ook een voorkeur voor transgenderisten, ook in groter formaat dan de werkelijkheid. Verder publiceerde ze schetsen en dergelijke van chirurgische foto's, liposuctie, ziektebeelden en stadia waarin transgenderisten of zieke mensen verkeren.
Schilderijen van Saville werden ook gebruikt als albumhoes voor twee albums van de Welshe alternatieve rockband Manic Street Preachers: The Holy Bible (1994) en Journal for Plague Lovers (2009).
- Bibsys: 9028796
- Bibliothèque nationale de France: cb15072902z (data)
- Catàleg d'autoritats de noms i títols de Catalunya: 981058609442906706
- CiNii: DA16500964
- Gemeinsame Normdatei: 121984028
- International Standard Name Identifier: 0000 0000 8224 7947
- Library of Congress Control Number: nr00005628
- MusicBrainz: c772587e-3de8-4f77-8360-c55d2af86faa
- Nationale Bibliotheek van Tsjechië: xx0178638
- Nationale Bibliotheek van Israël: 987007475444705171
- Nederlandse Thesaurus van Auteursnamen: 288519256
- PIC: 379696
- RKD-Nederlands Instituut voor Kunstgeschiedenis: 131659
- Istituto Centrale per il Catalogo Unico: CFIV229486
- Système universitaire de documentation: 08462227X
- Union List of Artist Names: 500057412
- Virtual International Authority File: 47632345
- WorldCat: E39PBJxWW3tCJH9Qd3HcVdHV4q